# بوينغ بي-50 سوبرفورترس
بوينغ بي-50 سوبرفورترس  (بالإنجليزية: Boeing B-50 Superfortress) هي قاذفة قنابل استراتيجية بأربع محركات أنتجت في 1947 بالولايات المتحدة. من صناعة بوينغ. كانت تستخدم بشكل أساسي من قبل القوات الجوية الأمريكية. كان أول طيران لها في 25 يونيو 1947. دخلت الخدمة في 1948، انتهت خدمتها في 1965. صنع منها 370 طائرة، وسعر الطائرة الواحدة منها هو 1,144,296 دولار

## طرازات أخرى
- بوينغ سي-97 سترتوفريتر